# コシツェ県
コシツェ県（コシツェけん、スロバキア語: Košický kraj）は、スロバキアの県の一つである。県都はコシツェ。国土東部に位置し、人口は約80万人（2015年末推定）で、国内ではプレショウ県に次いで2位。

## 下位区分

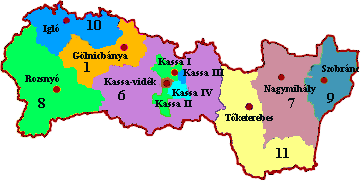
コシツェ県の下位区分

コシツェ県は11のokres（郡または区）に分かれる。うち、4区はコシツェを構成する。カッコ内は郡内の主なMesto（市 / 町）。
1. ゲルニツァ郡（英語版）（ゲルニツァ（英語版））
2. コシツェ1区（英語版）
3. コシツェ2区（英語版）
4. コシツェ3区（英語版）
5. コシツェ4区（英語版）
6. コシツェ郊外郡（英語版）
7. ミハロウツェ郡（英語版）（ミハロウツェ（英語版）、ストラージュスケ（英語版）、ヴェリュケー・カプシャニ（英語版））
8. ロジュニャヴァ郡（英語版）（ドブシナー（英語版）、ロジュニャヴァ（英語版））
9. ソブランツェ郡（英語版）（ソブランツェ（英語版））
10. スピシュスカー・ノヴァー・ヴェス郡（英語版）（クロムパヒ（英語版）、スピシュスカー・ノヴァー・ヴェス（英語版）、スピシュスケー・ウラヒ（英語版））
11. トレビショフ郡（英語版）（チエル・ナッ・ティソウ（英語版）、クラーリョウスキー・フルメツ（英語版）、セチョフツェ（英語版）、トレビショウ（英語版））